# Херсонский государственный университет
Херсо́нский госуда́рственный университе́т (укр. Херсо́нський держа́вний університе́т) — украинское высшее учебное заведение, основанное в 1917 году. Находится в городе Херсон, имеет IV уровень аккредитации. Готовит бакалавров и магистров по направлениям история и археология, культура и искусство, биология, география и экология, журналистика и филология, менеджмент, маркетинг, математика и статистика, социальная работа, экономика, право, психология.

## История
ХГУ основан в ноябре 1917 года во время Первой мировой войны на базе эвакуированного Юрьевского учительского института (открытого 1 июля в Тарту). В 1919 году учебное заведение было переименовано в Херсонский педагогический институт с 4-летним сроком обучения.
В начале 1920-х годов институт был переименован в Херсонский институт народного образования (ХИНО), а в ноябре 1924 года ему было присвоено имя Н. К. Крупской.
С августа 1941 года до марта 1944 года, во время Второй мировой войны работа института была остановлена. В 1944 году, после возобновления работы, в институте начали работу физико-математический, географический, естественный, исторический и литературный факультеты.
В 1973 году в институте был открыт факультет общетехнических дисциплин, в 1977 году — факультет педагогики, в 1986 году начато обучение на факультете иностранных языков.
В 1992 году открыта аспирантура, на базе филологического факультета создан факультет дополнительных педагогических специальностей и переподготовки кадров, факультеты украинской филологии и зарубежной филологии.
В 1994 году был открыт факультет физического воспитания и спорта, а также Херсонский Академический лицей при ХГУ. В 1998 году Херсонский государственный педагогический институт реорганизован в Херсонский государственный педагогический университет, на базе которого в 2002 году создан Херсонский государственный университет. В 2004 году создан Научно-исследовательский институт информационных технологий. В апреле 2005 года начал работу Центр развития малого бизнеса.

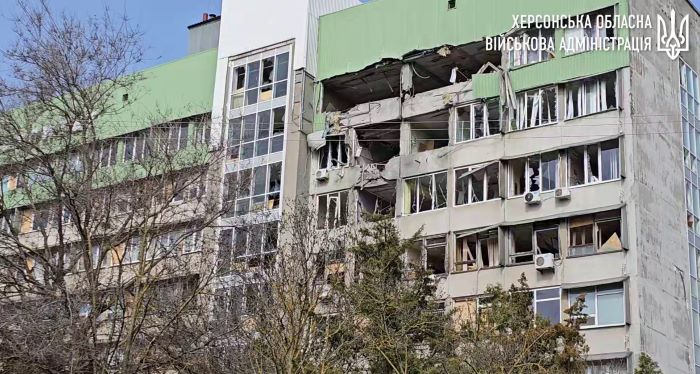
Главный корпус после российского обстрела 28 марта 2024 года

В ходе российской оккупации Херсонской области руководителем ХГУ летом 2022 года была назначена Татьяна Томилина, на которую 12 сентября того же года было совершено покушение.
После деоккупации университет несколько раз пострадал от российских обстрелов. Были повреждены бассейн, академический лицей, обсерватория, актовый зал и аудитории главного корпуса.

## Структура
Структура университета включает в себя 15 факультетов и Научно-исследовательский институт информационных технологий.

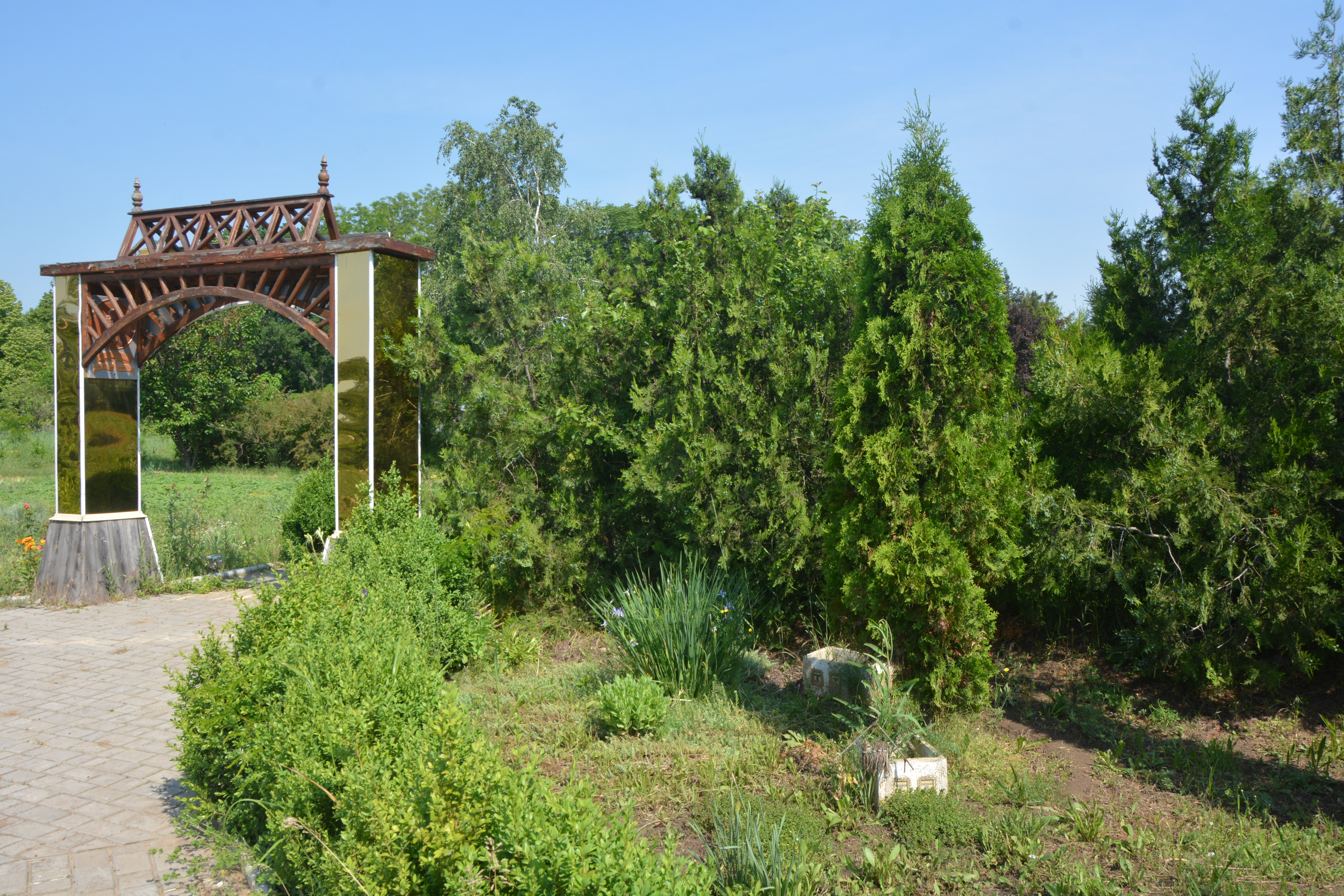
Ботанический сад ХГУ

- Факультет биологии, географии и экологии
- Факультет психологии, истории и социологии
- Факультет филологии и журналистики
- Факультет иностранной филологии
- Факультет переводоведения
- Факультет технологий и сферы обслуживания
- Факультет дошкольного и начального образования
- Факультет физического воспитания и спорта
- Факультет физико-математических наук и информационных технологий
- Факультет культуры и искусств
- Юридический факультет
- Факультет экономики и менеджмента
- Факультет естествознания, здоровья человека и туризма
- Факультет психологии, истории и социологии
- Факультет иностранной филологии

## Руководство
- 1917—1919 — Страхович, Фёдор Степанович
- 1996—?[когда?] — Беляев, Юрий Иванович
- С 2011 года — Спиваковский, Александр Владимирович

## Международное сотрудничество
Херсонский государственный университет имеет зарубежные отношения с университетами Гранады (Испания), Кракова, Познани (Польша), Эдирне (Турция), Ниццы (Франция), Глазго (Великобритания), Нью-Йорка (США), Касселя (Германия) и др. В университете действуют Евроклуб, центры испанского, турецкого, иврит и польского языков и культур.

## Корпуса и кампусы
Университет имеет 6 корпусов и 3 общежития. Имеется развита́я инфраструктура.